# Komplex chráněných území W-Arly-Pendjari
Komplex chráněných území W-Arly-Pendjari, též Komplex chráněných území WAP nebo komplex WAP je přeshraniční systém několika chráněných území rozprostírající se na pomezí Nigeru, Beninu a Burkiny Faso. Nejdůležitější části komplexu jsou národní parky W, Arly a Pendjari. Pod různou formou ochrany je vedeno přibližně 30 000 ha savan, lesů, bažinatých říčních niv a skalisek.

## Fauna a flóra
Typickými stromy jsou baobab prstnatý a tomel mišpulovitý, na vodě roste babelka řezanovitá. Park je posledním místem, kde přežívá ohrožená žirafa západoafrická, žije zde také největší západoafrická populace slona afrického, řeky obývá kapustňák senegalský a hroch obojživelný. Vzácnými druhy jsou i lev senegalský a gepard severoafrický, dále se zde vyskytuje buvol africký, antilopa koňská, gazela rezavočelá, lesoň, prase bradavičnaté, hrabáč, pavián nebo serval. Pro množství vodního ptactva je komplex uznáván jako významné ptačí území, vyskytují se i plazi (krokodýl nilský, varan nilský) a ryby (afrotetra thébská, labeo senegalské).

## Fotogalerie

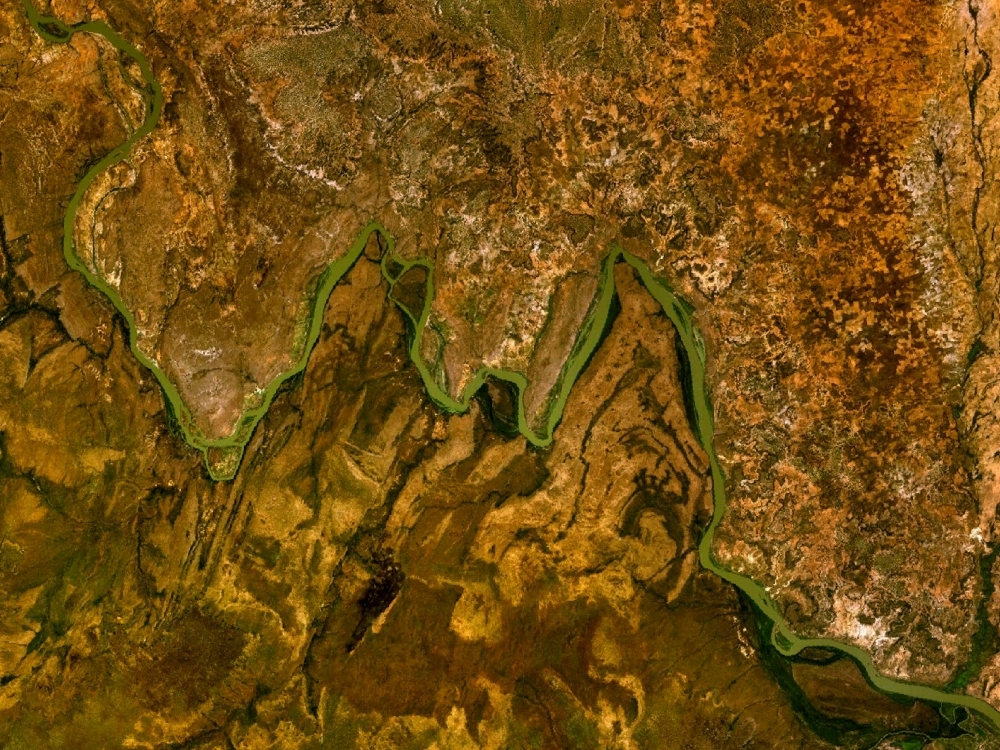
satelitní snímek řeky Niger
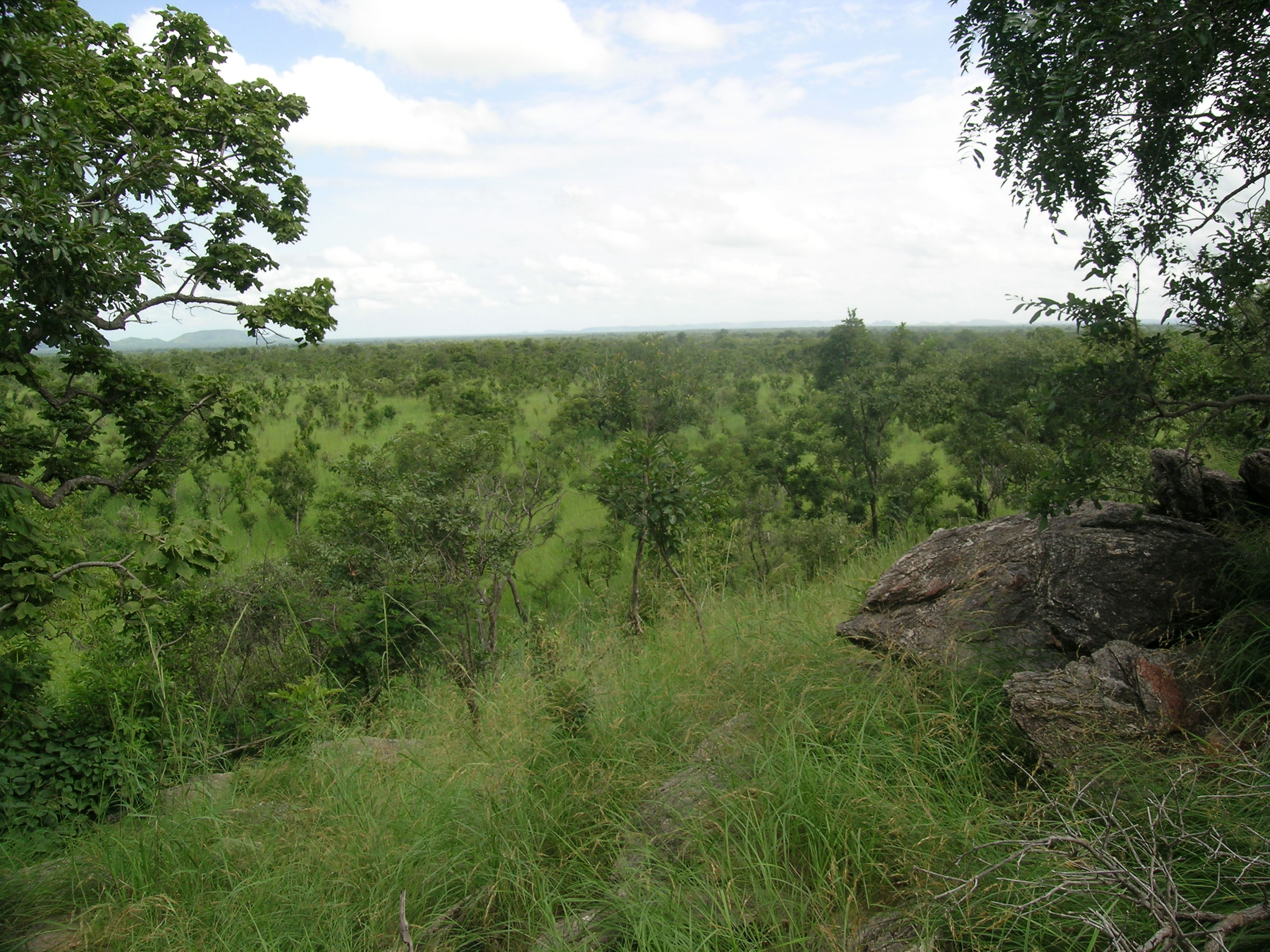
krajina parku Pendjari
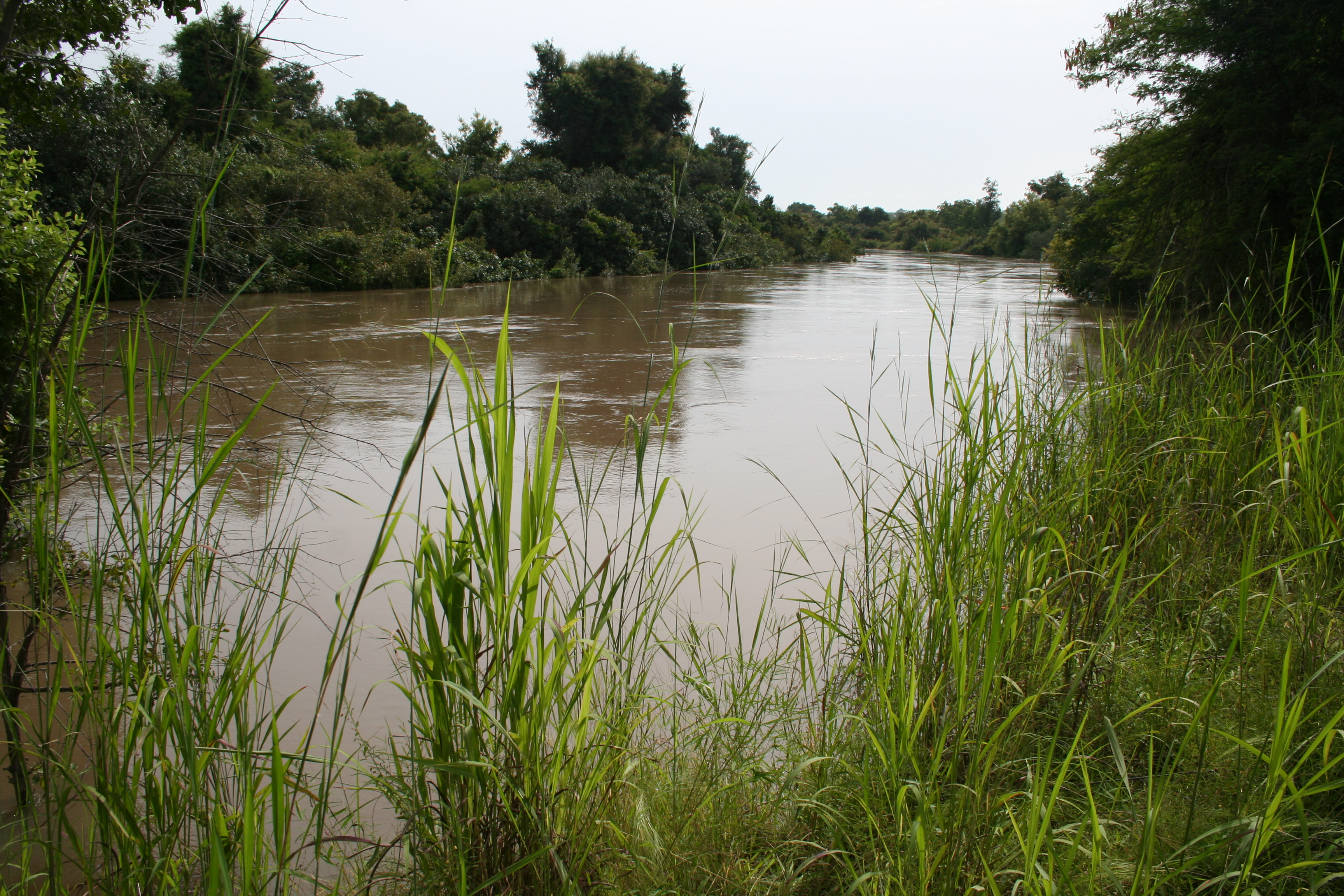
řeka Mekrou